# In the Light of the Current Myth
In the Light of the Current Myth ist ein Musikalbum von Savina Yannatou, Julius Gabriel, Agustí Fernández, Barry Guy und Ramón López. Die live im Veranstaltungsort Sala Porta-Jazz in Porto im März 2023 entstandenen Aufnahmen erschienen am 15. Mai 2024 auf Fundacja Słuchaj.

## Hintergrund
Obwohl dies die erste Veröffentlichung des Quintetts des Saxophonisten Julius Gabriel mit dem Pianisten Agusti Fernandez, dem Schlagzeuger Ramon Lopez, dem Bassisten Barry Guy und der Sängerin Savina Yannatou ist, gehören alle fünf Musiker seit der Gründung im Jahr 2014 zu Barry Guys Blue Shroud Band.

## Titelliste
- Savina Yannatou / Julius Gabriel / Agustí Fernández / Barry Guy / Ramón López: In the Light of the Current Myth (Fundacja Słuchaj)[1]

1. Part One 8:00
2. Part Two 5:25
3. Part Three 4:34
4. Part Four 15:25
5. Part Five 7:24
6. Part Six 8:23
7. Part Seven 4:11

Die Kompositionen stammen von Savina Yannatou, Julius Gabriel, Agustí Fernández, Barry Guy und Ramón López.

## Rezeption
Nach Ansicht von John Sharpe, der das Album in All About Jazz rezensierte, hätte alle Mitglieder zuvor an unzähligen gemeinsamen Improvisationssessions in den unterschiedlichsten Kombinationen teilgenommen. Folglich würde eine Leichtigkeit und ein Vertrauen herrschen, die das schnell mutierende Kaleidoskop der Klangfarben durchdringen, die sie in den sieben improvisierten Stücken dieser Session erzeugten, die kurz nach der Fertigstellung von All This This Here (FSR, 2023) aufgenommen wurde.
Es handle sich um eine Gruppe, in der jeder über einen erweiterten [musikalischen] Horizont verfüge, so John Sharpe weiter. Infolgedessen sei die Gesamtpalette außergewöhnlich. Gabriel, der sowohl Tenor- als auch Baritonsaxophon beherrscht, entlocke beiden Instrumenten heiseres Knurren und verspieltes Jaulen, unterschiedlich beschwörend oder grübelnd. Ebenso geschickt darin, die Extreme auszuloten, könne Fernández an die klingenden Motive Cecil Taylors auf den Tasten erinnern oder einen rauen Nachhall aus dem Innenraum hervorrufen. Yannatou liefere nicht nur Vokalakrobatik, sondern in „Part 2“ auch ein wunderschönes liedhaftes Duo mit Guy. Dieser kontrastiere nicht nur klingende Obertöne mit tiefer Resonanz, sondern wechselt auch nahtlos zwischen Zupfen und Streichen des Instruments, und das alles im Handumdrehen. Während López mit den Besen klappert und tanzt, nutze er auch sprachähnliche Kommentare aus den Tablas, die er in sein Repertoire einbaut.